# Марджиня (комуна)
Марджиня (рум. Marginea) — комуна у повіті Сучава в Румунії. До складу комуни входить єдине село Марджиня.
Комуна розташована на відстані 375 км на північ від Бухареста, 36 км на північний захід від Сучави.

## Населення
За даними перепису населення 2002 року у комуні проживали 9511 осіб.
Національний склад населення комуни:
| Національність | Кількість осіб | Відсоток |
| -------------- | -------------- | -------- |
| румуни         | 9499           | 99,9%    |
| цигани         | 9              | 0,1%     |
| євреї          | 2              | < 0,1%   |
| угорці         | 1              | < 0,1%   |

Рідною мовою назвали:
| Мова             | Кількість осіб | Відсоток |
| ---------------- | -------------- | -------- |
| румунська        | 9506           | 99,9%    |
| циганська        | 4              | < 0,1%   |
| єврейська (їдиш) | 1              | < 0,1%   |

Склад населення комуни за віросповіданням:
| Релігія            | Кількість осіб | Відсоток |
| ------------------ | -------------- | -------- |
| православні        | 7933           | 83,4%    |
| п'ятдесятники      | 1463           | 15,4%    |
| баптисти           | 63             | 0,7%     |
| адвентисти         | 27             | 0,3%     |
| юдеї               | 10             | 0,1%     |
| римо-католики      | 2              | < 0,1%   |
| не релігійні       | 2              | < 0,1%   |
| не вказали релігію | 8              | 0,1%     |